# Haselberg (Wriezen)
Haselberg ist ein Dorf in Brandenburg östlich von Berlin und südlich von Bad Freienwalde (Oder). Es hat ca. 260 Einwohner. Es bildet zusammen mit dem Dorf Rädikow eine Verwaltungseinheit, die 1997 in die Gemeinde Wriezener Höhe und 2003 nach Wriezen eingemeindet wurde. Haselberg wurde 1375 erstmals im Landbuch Kaiser Karls IV. urkundlich erwähnt.
Der Ort ist eingebettet in eine wechselhafte Landschaft um Haselberg: Zum einen der Oberbarnim, auf dem große Waldflächen vorhanden sind und dessen höchster Punkt der Semmelberg (158 m ü. N. N.) unweit von Haselberg ist. Zum anderen das Oderbruch mit seiner weiten Ebene, die teilweise unter dem Meeresspiegel liegt. Südlich in etwa acht Kilometer Entfernung liegt der Naturpark Märkische Schweiz.
Verkehrsmäßig ist der Ort hauptsächlich durch die Bundesstraße 158 erschlossen, von der die Landesstraße L 341 abzweigt, die mittig durch das Straßendorf führt. Vom Süden her ist Haselberg durch die B 168 (und die L 35) erschlossen und östlich über die B 167. Über die Linie 885 der Barnimer Busgesellschaft sind wochentags der Bahnhof in Wriezen und Prötzel erreichbar.

## Einwohnerentwicklung
| Jahr      | 1875 | 1890 | 1910 | 1925 | 1933 | 1946 | 1950 | 1971 | 1985 | 1993 | 1996 | 2006 | 2016 | 2019 |
| --------- | ---- | ---- | ---- | ---- | ---- | ---- | ---- | ---- | ---- | ---- | ---- | ---- | ---- | ---- |
| Einwohner | 315  | 274  | 207  | 224  | 215  | 375  | 408  | 289  | 258  | 237  | 249  | 316  | 261  | 263  |

- Quellen Einwohner:[3][4]

## Sehenswürdigkeiten
- Eiche im ehemaligen Gutspark mit einem Brusthöhenumfang von 7,80 m (2016).[5]
- Dorfkirche aus dem 13. Jahrhundert

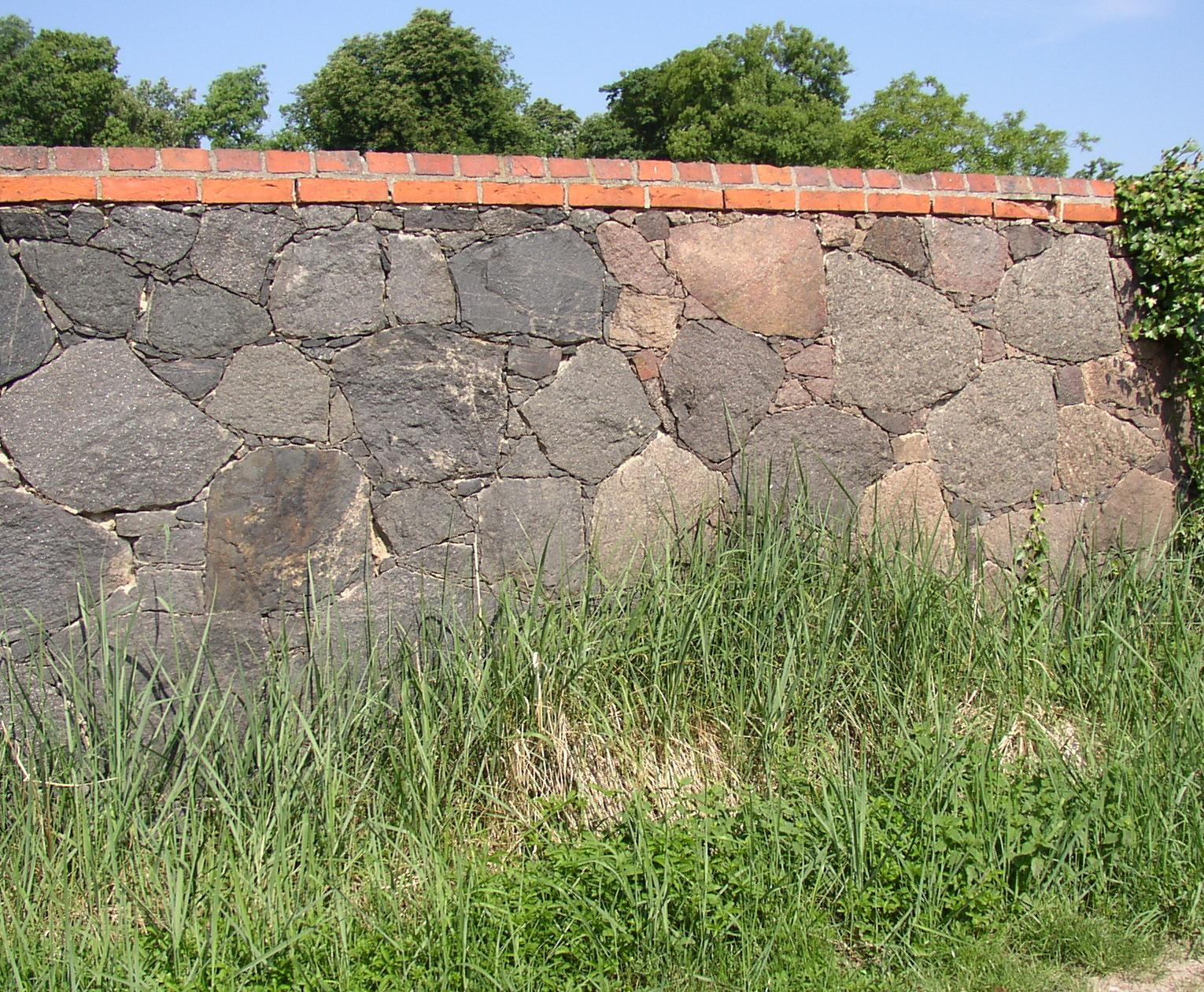
Feldsteinmauer in Haselberg
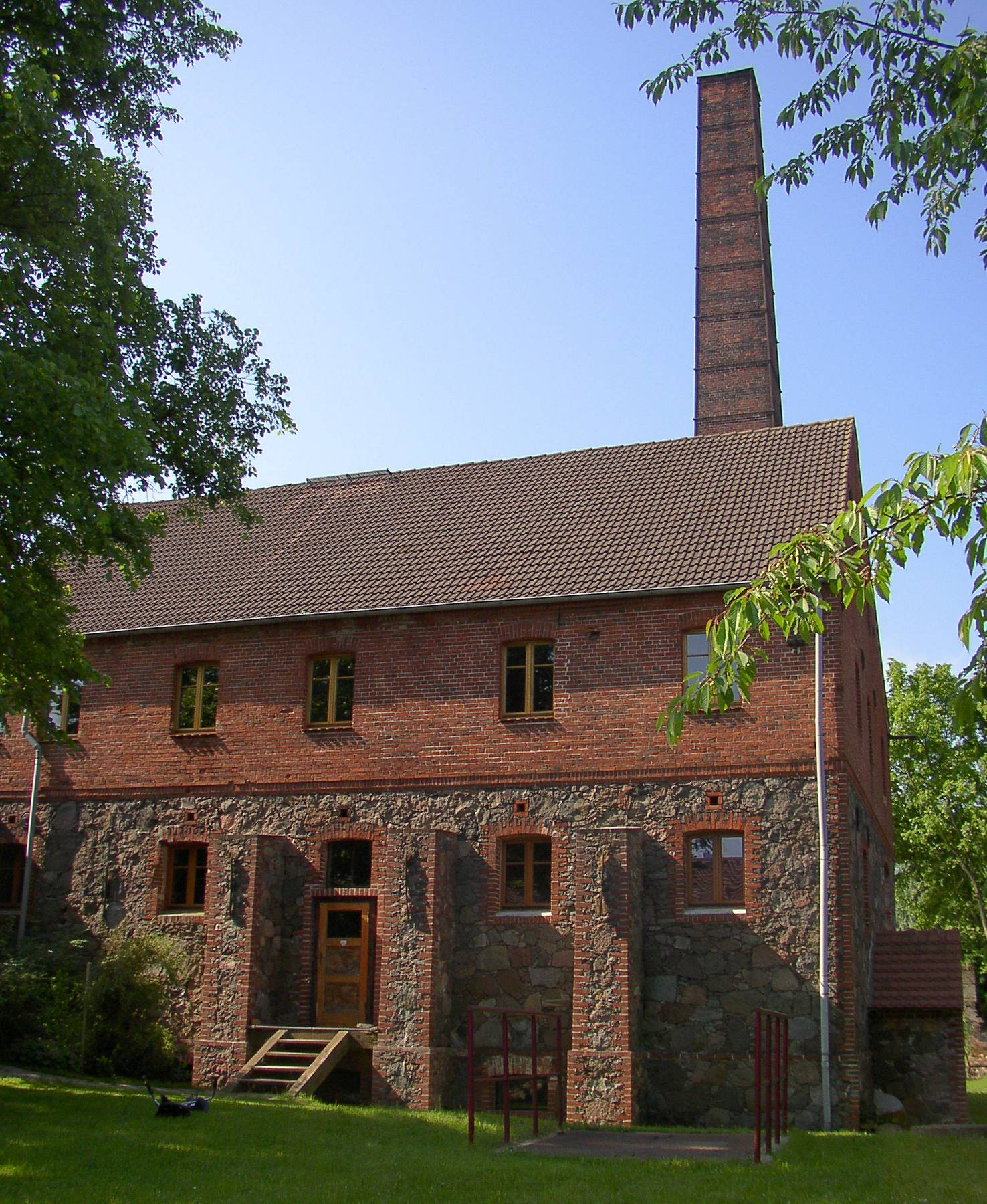
Alte Brennerei in Haselberg
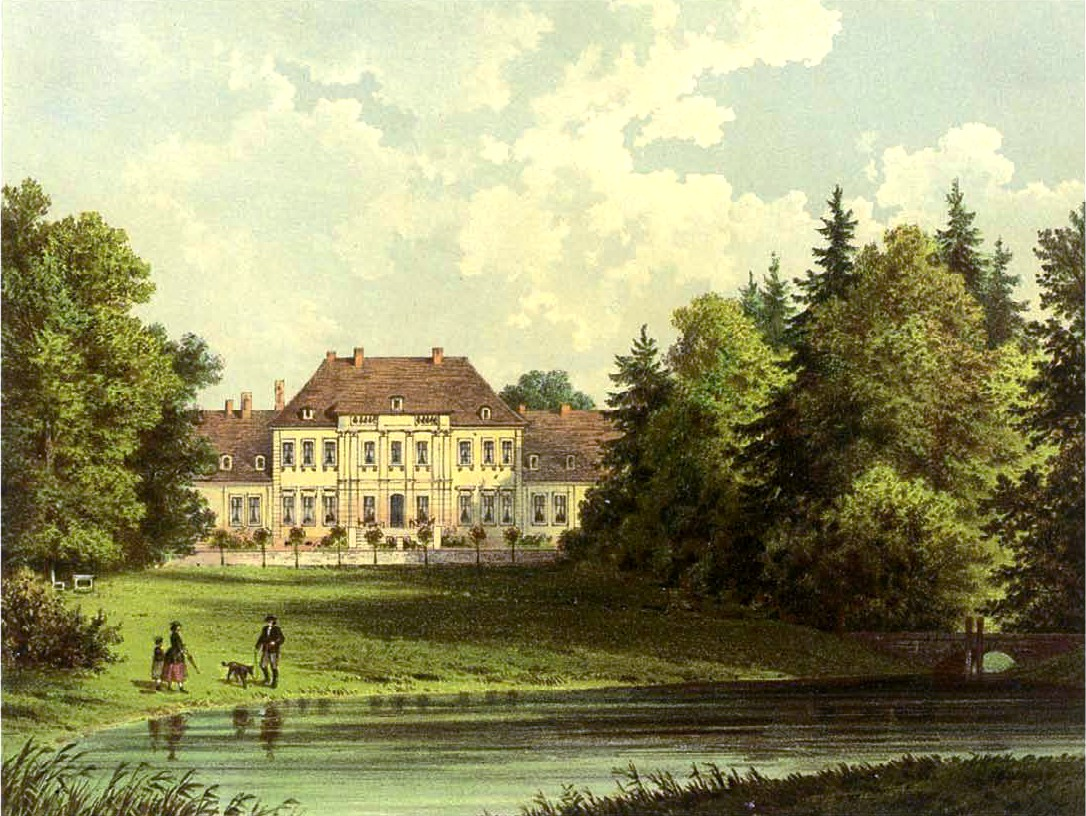
Rittergut Haselberg um 1860 (aus der Sammlung Duncker)